# TVC 15
«TVC 15» — композиция написанная Дэвидом Боуи для альбома Station to Station 1976 года, была издана как сингл.
Песня была вдохновлена эпизодом, когда Игги Поп, принимая наркотики в доме Дэвида Боуи, во время галлюцинаций увидел, как телевизор проглотил его девушку. Боуи развил эту историю: персонаж песни приводит домой девушку, она теряется в виртуальном мире TVC 15 — «голографическом и квадрофоническом», персонаж собирается отправиться следом за ней.
Песня имеет значительно более оптимистический характер, в сравнении c остальной частью альбома, в котором она была выпущена. Композиция была выбрана в качестве второго сингла из альбома для Великобритании, где она достигла 33-й позиции в хит-парадах.
Боуи был не способен выступить на шоу Top of the Pops, поэтому танцевальная труппа Ruby Flipper создала свою причудливую интерпретацию композиции.
Сторона «Б» — песня «We Are the Dead» — первоначально предназначалась в качестве материала для адаптации романа «1984» и ранее была выпущена на альбоме Diamond Dogs.
В Америке вторым синглом альбома Station to Station была выбрана композиция «Stay».

## Список композиций
1. «TVC 15» (Дэвид Боуи) — 3:43
2. «We Are the Dead» (Дэвид Боуи) — 4:58

## Участники записи
Музыканты
- Дэвид Боуи — вокал, гитара, клавишные
- Карлос Аломар — гитара на «TVC 15»
- Эрл Слик — гитара на «TVC 15»
- Джордж Мюррей — бас-гитара на «TVC 15»
- Деннис Дэвис — ударные на «TVC 15»
- Рой Биттэн[англ.] — фортепиано на «TVC 15»
- Херби Флауэрс — бас-гитара на «We Are the Dead»
- Майк Гарсон — фортепиано на «We Are the Dead»
- Эйнсли Данбар — ударные на «We Are the Dead»

Технический состав
- Дэвид Боуи — продюсер
- Гарри Маслин[англ.] — продюсер на «TVC 15»

## Позиции в хит-парадах
Еженедельные чарты
| Год  | Хит-парад                         | Высшая позиция | Пребывание в чарте |
| ---- | --------------------------------- | -------------- | ------------------ |
| 1976 | Великобритания (UK Singles Chart) | 33             | 4 недели           |
| 1976 | США (Billboard Hot 100)           | 64             | 5 недель           |
| 1976 | Швеция (Sverigetopplistan)        | 18             | 1 неделя           |

## Концертные версии
Концертная версия композиции, была записана во время турне Isolar II Tour на стадионе Philadelphia Spectrum, в период с 28 по 29 апреля 1978 года. Позже, она была выпущена в альбоме Stage.
14 декабря 1979 Боуи исполнил «TVC 15» на шоу Saturday Night Live, где он выступал в качестве музыкального гостя. Композиция была спета под аккомпанемент Клауса Номи и Джоуи Эриаса.
Боуи исполнил эту песню во время концертов Live Aid, в июле 1985 года. Он спел её в более быстром темпе, по сравнению с альбомным вариантом, и более оптимистично. Вместе с Боуи на сцене выступали Клэр Хёрст (саксофон) и Томас Долби (фортепиано). По мнению Дэйва Томпсона из AllMusic, Боуи выбрал эту песню как «в пику» сет-листам других артистов, исполнявших на шоу в основном свои самые известные хиты.

## Другие издания
- Композиция вошла в следующие сборники:
  - The Best of Bowie (1980)
  - Fame and Fashion (1984)
  - Sound + Vision бокс-сет (1989)
  - The Singles Collection (1993)
  - Best of Bowie (2002)
  - The Platinum Collection (2005)
  - Who Can I Be Now? (1974–1976) (2016)
- Сингл-версия песни также появилась на компиляции The Best of David Bowie 1974/1979 (1998).
- Сокращённая сингл-версия композиции появилась на альбоме-саундтреке Christiane F. (1981).

## Кавер-версии
- Comateens[англ.] — альбом Comateens (1981)[13]
- Wannabes — сборник Only Bowie (1995)[14]